# Efrem (Riazanow)
Efrem, imię świeckie Wasilij Nikołajewicz Riazanow (ur. 1816 lub 1817 w guberni orłowskiej, zm. 4 stycznia?/16 stycznia 1891 w Biełgorodzie) – rosyjski biskup prawosławny.

## Życiorys
Był synem prawosławnego diakona. Średnie wykształcenie teologiczne uzyskał w 1837 w seminarium duchownym w Orle, natomiast w 1841 ukończył studia na Petersburskiej Akademii Duchownej. Na podstawie jego końcowej dysertacji, poświęconej nieortodoksyjności Apostolskiego Kościoła Ormiańskiego, nadano mu stopień magistra. W tym samym roku został skierowany do pracy w seminarium duchownym w Krzemieńcu w charakterze wykładowcy przedmiotów teologicznych, a od 1842 także inspektora. 15 sierpnia 1845 został wyświęcony na diakona, a dzień później – na kapłana, jako mężczyzna żonaty. Służył w soborze w Krzemieńcu. W 1849 otrzymał godność protojereja. Trzy lata później, po śmierci żony, wstąpił do monasteru, przyjmując przy postrzyżynach imię zakonne Efrem. W tym samym roku powierzono mu stanowisko rektora seminarium w Krzemieńcu i równocześnie przełożonego monasteru św. Jana Miłościwego w Małych Zahajcach. W maju 1853 otrzymał godność archimandryty i wszedł do konsystorza eparchii wołyńskiej.
W 1857 został rektorem seminarium duchownego w Rydze, gdzie przeprowadził reorganizację szkoły. Brał także udział w opracowaniu kalendarzy prawosławnych w językach estońskim i łotewskim oraz w przygotowywaniu słownika łotewsko-rosyjskiego, redagował wydawaną przy seminarium gazetę. W 1866 wszedł do komitetu cenzury prawosławnych wydawnictw przy Świątobliwym Synodzie Rządzącym. 
7 marca 1871 w Petersburgu został wyświęcony na wikariusza eparchii tobolskiej z tytułem biskupa bieriozowskiego, zaś w 1874 został ordynariuszem eparchii tobolskiej i syberyjskiej. Po sześciu latach przeniesiono go na katedrę kurską i biełgorodzką, natomiast w 1883 został biskupem permskim i wierchoturskim (od 1885 permskim i solikamskim w związku ze zmianą granic eparchii). W 1885 brał udział w zjeździe biskupów w Kazaniu, na którym dyskutowano nad metodami szerzenia i wzmacniania prawosławia na ziemiach rosyjskich zamieszkanych przez rdzenną, niesłowiańską ludność. Po pięciu latach sprawowania urzędu biskupa permskiego, na własną prośbę, w związku z chorobą, odszedł w stan spoczynku, otrzymując honorową godność przełożonego monasteru Trójcy Świętej w Biełgorodzie. Tam w 1891 zmarł, został pochowany w soborze Trójcy Świętej w Biełgorodzie. Jego grób został zniszczony razem z całą świątynią w latach 20. XX wieku.
Odznaczony orderem św. Anny II i I stopnia oraz orderem św. Włodzimierza III stopnia.